# Brecht, Antwerp
Brecht là một đô thị ở tỉnh Antwerp. Đô thị này gồm các thị trấn Brecht, Sint-Job-in't-Goor và Sint-Lenaarts. Tại thời điểm ngày 1 tháng 1 năm 2006, Brecht có dân số 26.464 người. Tổng diện tích là 90,84 km² với mật độ dân số là 291 người trên mỗi km².